# سرخس مار زنگی
سرخس مار زنگی (نام علمی: Botrypus virginianus) نام یک گونه از تیره مارزبانیان است.